# Hestmannøy

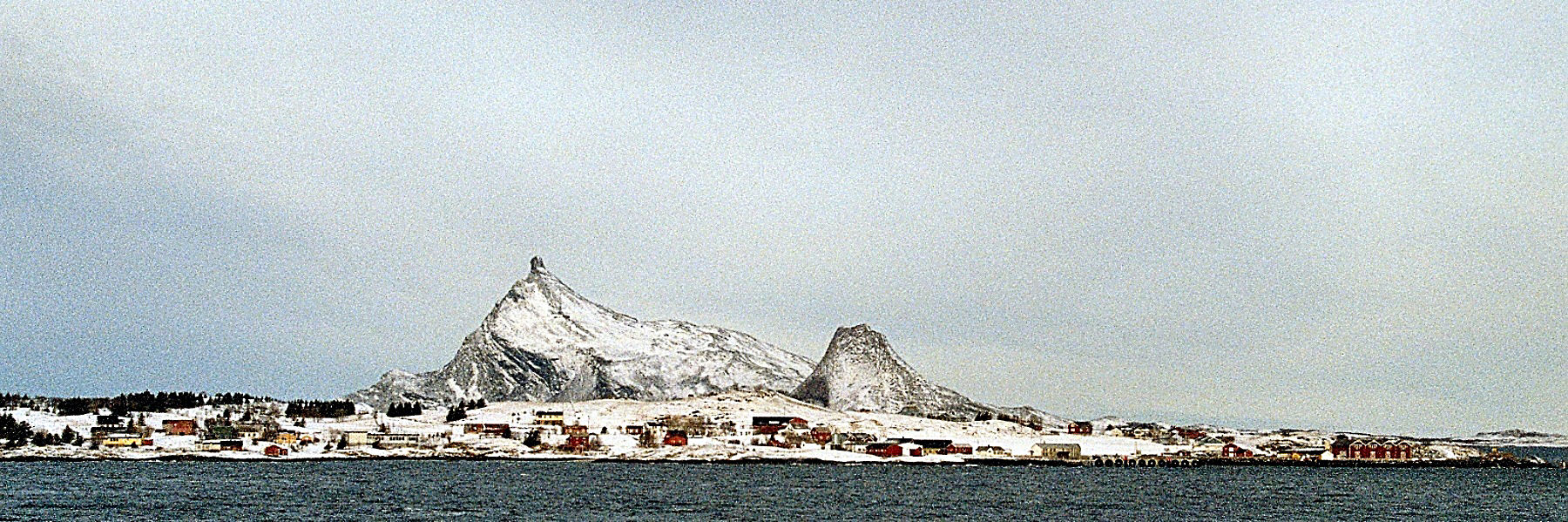
Hestmannøy

Hestmannøy är en ö i Nordland fylke, Norge, under polcirkeln. Öns area är 13,25 kvadratkilometer.
Hestmannøy har en egendomligt utbildade bergsformation, Hestmannen (högsta spetsen 568 meter över havet), som från sydväst liknar en ryttare, vars vita mantel ligger utbredd över hästen.